# IC 2139
IC 2139 је тројна звијезда у сазвјежђу Зец која се налази на листи објеката дубоког неба у Индекс каталогу.
Деклинација објекта је - 17° 56' 2" а ректасцензија 5h 35m 15,2s. IC 2139 је још познат и под ознакама ESO 554-*A14.